# Caribbean Club Shield 2018
De Caribbean Club Shield 2018 was de eerste editie van de Caribbean Club Shield het jaarlijkse voetbaltoernooi voor clubs uit de Caraïben die aangesloten zijn bij de Caraïbische Voetbalunie een sub-confederatie van de CONCACAF. Het toernooi vond plaats van 13 april 2018 tot en met 21 april 2018 in de Dominicaanse Republiek.
De winnaar zal tegen de nummer 4 van de  CFU Club Championship spelen voor een plaats in de CONCACAF League.

## Groepsfase
De loting werd gehouden op 15 februari 2018 om  11:00  (UTC−5) op het hoofdkwartier van de CONCACAF in Miami, VS, en werd gestreamd op YouTube. De twaalf teams werden verdeeld over 3 groepen van 4 teams.

### Groep A
| Pos | Team              | Wed | W | G | V | Ptn | DV | DT | +/− | Kwalificatie  |
| --- | ----------------- | --- | - | - | - | --- | -- | -- | --- | ------------- |
| 1   | Inter Moengotapoe | 3   | 3 | 0 | 0 | 9   | 15 | 1  | +14 | Halve finales |
| 2   | Nacional          | 3   | 2 | 0 | 1 | 6   | 5  | 7  | −2  | Halve finales |
| 3   | USR               | 3   | 1 | 0 | 2 | 3   | 3  | 8  | −5  |               |
| 4   | Weymouth Wales    | 3   | 0 | 0 | 3 | 0   | 3  | 10 | −7  |               |

### Groep B
| Pos | Team                 | Wed | W | G | V | Ptn | DV | DT | +/− | Kwalificatie    |
| --- | -------------------- | --- | - | - | - | --- | -- | -- | --- | --------------- |
| 1   | Real Rincon          | 2   | 1 | 1 | 0 | 4   | 5  | 3  | +2  | Halve finales   |
| 2   | Avenues United       | 2   | 1 | 1 | 0 | 4   | 5  | 4  | +1  |                 |
| 3   | Hard Rock            | 2   | 0 | 0 | 2 | 0   | 3  | 6  | −3  |                 |
| 4   | Guyana Defence Force | 0   | 0 | 0 | 0 | 0   | 0  | 0  | 0   | trok zich terug |

### Groep C
| Pos | Team              | Wed | W | G | V | Ptn | DV | DT | +/− | Kwalificatie  |
| --- | ----------------- | --- | - | - | - | --- | -- | -- | --- | ------------- |
| 1   | Club Franciscain  | 3   | 2 | 0 | 1 | 6   | 12 | 4  | +8  | Halve finales |
| 2   | Centro Dominguito | 3   | 1 | 2 | 0 | 5   | 4  | 3  | +1  |               |
| 3   | Bodden Town       | 3   | 1 | 1 | 1 | 4   | 4  | 6  | −2  |               |
| 4   | Cayon Rockets     | 3   | 0 | 1 | 2 | 1   | 3  | 10 | −7  |               |

## Eindronde

### Halve finales
|                     |                                       |     |          | |
| 21 april 2018 17:30 | Inter Moengotapoe                     | 4–0 | Nacional | Estadio Cibao FC, Santiago de los Caballeros Scheidsrechter: Adonis Carrasco ( Dominicaanse Republiek) |
| 21 april 2018 17:30 | Baja 47' Kastiel 54', 67' Vlijter 61' |     |          | Estadio Cibao FC, Santiago de los Caballeros Scheidsrechter: Adonis Carrasco ( Dominicaanse Republiek) |

|                     |                         |     |             |                                                                                           |
| 19 april 2018 20:00 | Club Franciscain        | 2–0 | Real Rincon | Estadio Cibao FC, Santiago de los Caballeros Scheidsrechter: Keylor Herrera ( Costa Rica) |
| 19 april 2018 20:00 | Abaul 68' Ephestion 72' |     |             | Estadio Cibao FC, Santiago de los Caballeros Scheidsrechter: Keylor Herrera ( Costa Rica) |

### Wedstrijd om 3e/4e plaats
|                     |              |     |                              |                                                                                        |
| 21 april 2018 17:30 | Nacional     | 1–3 | Real Rincon                  | Estadio Cibao FC, Santiago de los Caballeros Scheidsrechter: Sergio Reyna ( Guatemala) |
| 21 april 2018 17:30 | Oliveros 36' |     | Cicilia 7', 30' T. Frans 12' | Estadio Cibao FC, Santiago de los Caballeros Scheidsrechter: Sergio Reyna ( Guatemala) |

### Finale
|                     |                   |     |                       |                                                                                        |
| 21 april 2018 20:00 | Inter Moengotapoe | 1–2 | Club Franciscain      | Estadio Cibao FC, Santiago de los Caballeros Scheidsrechter: Kevin Morrison ( Jamaica) |
| 21 april 2018 20:00 | Kastiel 5'        |     | Maingé 15' Thimon 43' | Estadio Cibao FC, Santiago de los Caballeros Scheidsrechter: Kevin Morrison ( Jamaica) |